# Повістка

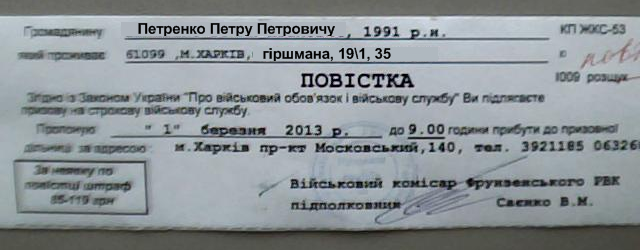
Повістка до військкомату
зразка 2013 року (Україна)

Пові́стка — документ про офіційний обов'язковий або необов'язковий виклик до якого-небудь офіційного органу (наприклад, в суд (на судові слухання), в поліцію (на допит), в призовний пункт територіального центру комплектування та соціальної підтримки (по призову) абощо).
У різних державах і в різних ситуаціях повістка або повинна вручатися особисто під ознайомлення з врученням копії або під підпис, або може надсилатися поштою.
Зазвичай у повістці описується місце і час явки, іноді вимога принести із собою наявні матеріальні свідчення. Повістка про обов'язкову явку зазвичай передбачає санкції за невиконання без поважних на те причин. Іноді неявка за необов'язковою повісткою також може бути небажаною для особи що викликається. Наприклад, неявка одного з подружжя за повісткою на судове слухання про розлучення в деяких країнах може призвести до розгляду справи за відсутності однієї сторони з подружжя тощо.

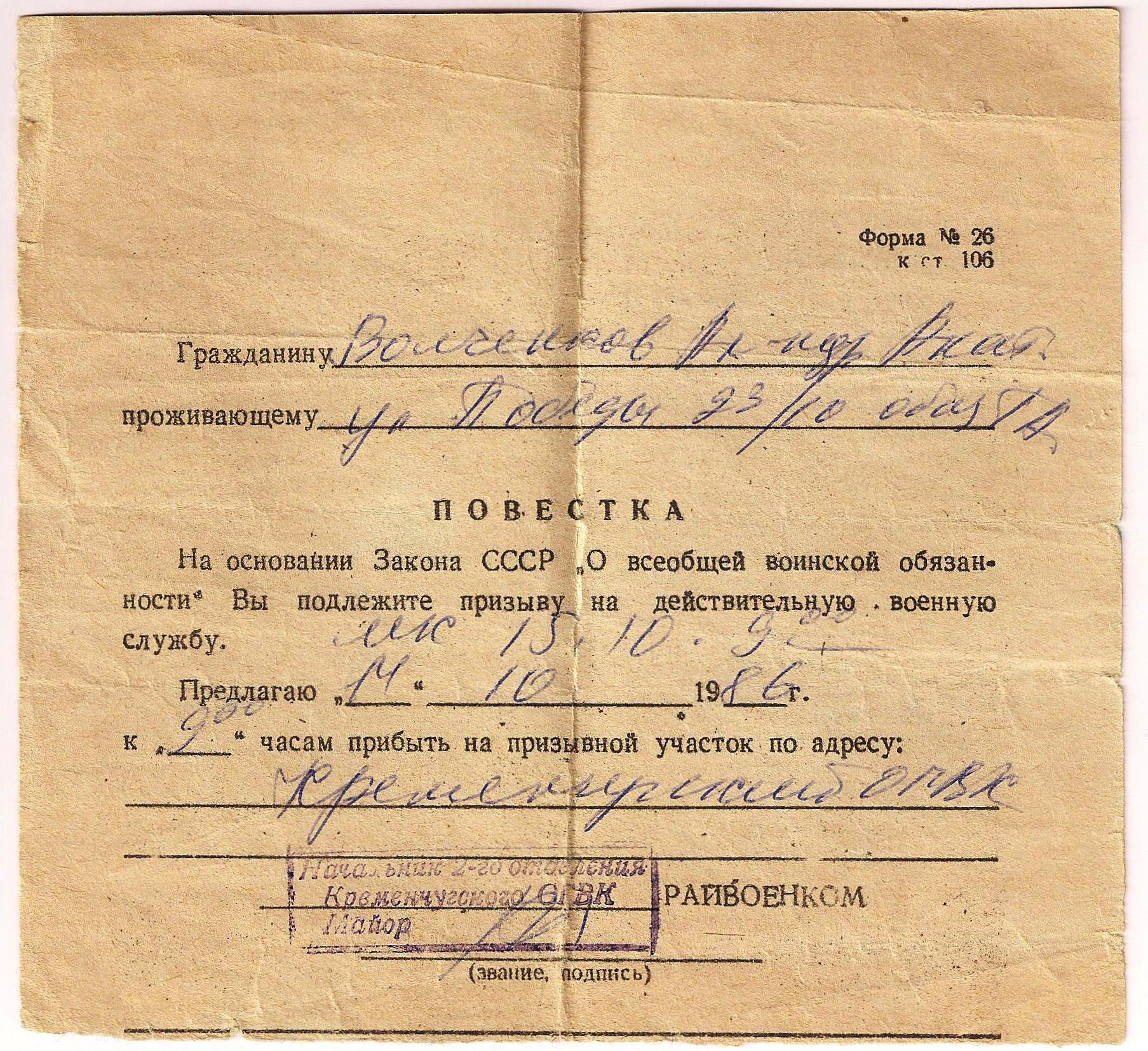
Повістка до військкомату. СРСР, 1986
Та ж повістка. Форма № 26, до ст. 106
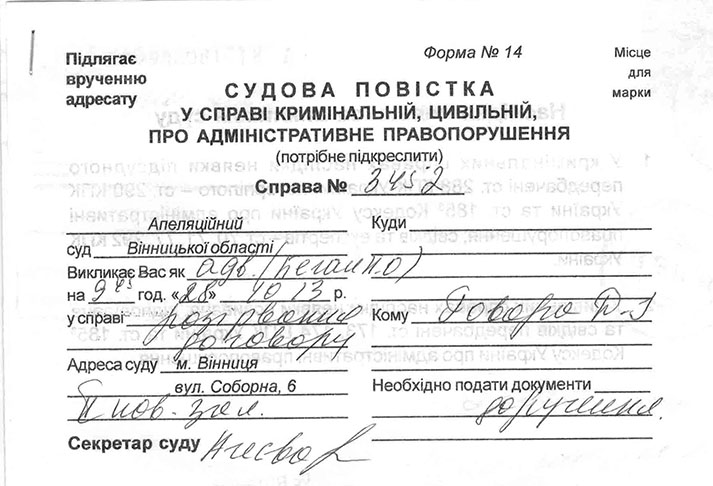
Судова повістка. Україна, 2013